# Маседо, Рита
Мария де ла Консепсион Маседо Гусман, более известная как Рита Маседо исп. María de la Concepción Macedo Guzmán, mas conocido como Rita Macedo (21 апреля 1925, Мехико, Мексика — 5 декабря 1993, там же) — мексиканская актриса театра и кино, модистка, сценаристка и театральный продюсер.

## Биография

### 1925-1941: первые годы жизни
Родилась 21 апреля 1925 года в Мехико в семье Мигеля Маседо Гармедии и сценаристки Хулии Гусман Эспарсы. У неё по маминой линии был двоюродный брат Энрике Гусман, мексиканский певец. Через два года у семьи родилась сестра Консепсион, после чего родители сразу же развелись. Из-за безденежья семьи, её мама сдала свою дочь, а затем и вторую дочь в дома-интернаты. Будущая актриса находилась в домах-интернатах между Мексикой и США. Её мама очень холодно и равнодушно относилась как к ней, так и к её второй дочери и строго-настрого запретила ей и её сестре не то что общаться, но даже упоминать имя её папы. Этот фактор сделал её застенчивой и замкнутой. Она училась в Колледже Уильямса, а также во французском колледже в Мехико. 

### 1941-1993: актёрская карьера

#### Работа в национальном кино
В 1941 году режиссёр-постановщик Маурисио де ла Серна впервые увидел её и пригласил в кино, ибо был впечатлён привлекательностью будущей актрисы и дал ей небольшую роль в фильме Пять ночей Адана. Она зная о своём трудном детстве не раздумывая согласилась сняться в кино. Даже небольшая сыгранная роль привела её к успеху и режиссёры стали предлагать актрисе ведущие роли. В 1943 году актриса победила в конкурсе WAMPAS Baby Stars, который был учреждён Голливудом и вручает красивейшим актрисам. Благодаря победе на конкурсе, актрису стали приглашать на главные роли в фильмах Мексики, а также её приглашали на съёмки голливудские кинорежиссёры и та стала работать между Мексикой и США. В 1947 году актриса окончательно переехала в Мексику и режиссёр Хулио Брачо пригласил её на главную роль в фильме Росенда. Фильм имел в Мексике грандиозный успех, а режиссёры всё больше стали приглашать актрису на съёмки. Режиссёр Хулио Брачо заявил: без Риты Маседо кино будет уже совсем не то и пригласил актрису на свой очередной фильм Сан Фелипе де Хесус, который также имел успех и вышел в 1949 году. В том же году режиссёр Эмилио Фернандес пригласил актрису в фильм Дуэль в горах. Партнёрами по фильмам у актрисы были Педро Армендарис-старший и Армандо Кальво, с ними актриса сыграла по два фильма на каждого актёра. В 1951 году приняла приглашение голливудского режиссёра Стива Секелли и снялась в фильме «Крепость». В 1955 году актрису пригласил выдающийся режиссёр Луис Бунюэль в фильм Очерк преступления, в 1958 году она снялась у Бунюэля в фильме Назарин. Роль в фильме «Назарин» стала выдающийся в её актёрской кинокарьере. В 1960 году актриса снялась вместе с Игнасио Лопесом Тарсо в фильме «Роса Бланка» режиссера Роберто Гавальдона. Фильм был подвергнут цензуре, положен на полку и запрещен на 12 лет за то, что затрагивал вопрос покупки земли путем обмана иностранными правительствами для эксплуатации нефти в Мексике. В 1972 году состоялась премьера данного фильма. Это был первый крупный провал актрисы. В 1962 году Луис Бунюэль пригласил актрису в фильм Ангел-истребитель, но актриса была беременной и поэтому не смогла сняться от начала до конца, снявшись буквально в половине фильма. В 1972 году актриса была удостоена премии Ariel de Plata за лучшую женскую роль в фильме Ты, я, наш. Всего с учётом мексиканских телесериалов, актриса снялась в 84 работах.

#### Работа на телевидении и в телесериалах
Актриса в середине 1950-х годах начала сниматься в многосерийных телеспектаклях. Вошла в историю мексиканского телевидения как актриса — становительница нового жанра. Снялась в первом многосерийном телеспектакле режиссёра Маноло Фабрегаса, позже снялась ещё в некоторых многосерийных телеспектаклях этого режиссёра. В 1960 году была приглашена  продюсером Эрнесто Алонсо в телесериал Золотая женщина, в том же году снялась в телесериале Там, где рождается грусть. По сути актриса в 1960 году дебютировала в мексиканских телесериалах.

#### Работа в театре
В мексиканском театре дебютировала в 1950 году в спектакле «Секстет» Маноло Фабрегаса. В 1955 году дебютировала как театральный продюсер в детском спектакле «Мала семя», где главные роли сыграли Анхелика Мария и Мария Рохо, которые были ещё детьми. Всего актриса выступила в ряде спектаклей.

### Работа в качестве модистки
В начале 1950-х годов актриса в партнёрстве с дизайнером Армандо Вальдесом Песа открыла дом моды в Мехико. Впоследствии она начала работать портнихой, помогая с пошивом костюмов для театральных и телевизионных постановок.

### Последние годы жизни и самоубийство
В последние годы жизни актриса переживала депрессию. 5 декабря 1993 года по дороге домой она встретила своего сына Луиса, которому сказал: «Я пришла попрощаться с тобой». Он рассказал об этом своей сестре Сесилии, которая пошла в дом своей матери и, по-видимому, успокоила ее. Но в тот же день актриса покончила жизнь самоубийством, выстрелив себе в рот из огнестрельного оружия в своей машине, расположенной у её дома на улице Галеана, Сан-Анхель, Мехико. Первая информация была о смерти из-за сердечного приступа, но по прошествии нескольких часов реальность события стала очевидна. Юридические процедуры были проведены в спешке, чтобы избежать спекуляций. Точно так же скорбящие решили провести похороны Риты немедленно, без каких-либо поминок, но по причине самоубийства, совет Падре Главной Церкви Мехико категорически запретило хоронить актрису. В итоге актриса была кремирована, и её урна с прахом первоначально была помещена в часовне Тлалпуэнте рядом с останками ее матери. Но совет Падре Главной Церкви Мехико потребовал убрать урну с прахом из часовни Тлалпуэнте по причиной совершения актрисой страшного греха, делающий невозможной нахождение урна с прахом в священном месте. В конце концов, его дочь Сесилия развеяла часть праха своей матери в некоторых из своих любимых городов.

## Память
В 2019 году, через двадцать шесть лет после смерти актрисы, её мемуары  были опубликованы в книге «Женщина на бумаге: Неоконченные воспоминания Риты Маседо». Книга частично была задумана актрисой  незадолго до ее смерти. Её дочь Сесилия отвечала за охрану редакции матери. После самоубийства своей матери, её дочь Сесилия искала различные способы опубликовать книгу, но ряд семейных разногласий и проблемы с авторскими правами долгое время не позволяли ей это сделать. Основная проблема, с которой столкнулась Сесилия, заключалась в использовании переписки, которую её отец, писатель Карлос Фуэнтес, вел с ней в годы их брака. Защитники наследия Карлоса Фуэнтеса не позволили Сесилии использовать их переписку. Что смогла сделать Сесилия, так это использовать эти письма, чтобы завершить мемуары, которые её мать оставила незавершенными. Книга была наконец опубликована издательством Trilce Ediciones в декабре 2019 года.

## Личная жизнь
Рита Маседо была замужем трижды.
| Годы замужества | Имя супруга                 | Статус замужества                                | Наличие детей и их имена                                                                                      |
| --------------- | --------------------------- | ------------------------------------------------ | --- |
| 1943-46         | Луис де Льяно Пальмер       | Развод                                           | Луис де Льяно Маседо (1945), Хулисса (1944) — оба стали актёрами. Внуки от Хулиссы — Алехандро и Бенни Ибарра |
| 1946-47         | Пабло Паломино              | Развод по причине жестокости мужа                | Нет |
| 1957-69         | Карлос Фуэнтес              | Развод                                           | Сесилия Фуэнтес                                                                                               |
| 1973-???        | Рон Портер (любовный роман) | Разрыв отношений в связи со смертью Рона Портера | Нет |

## Фильмография

### Телесериалы
| Год     | Название телесериала                          | Роль, или направление деятельности                                           |
| ------- | --------------------------------------------- | ---------------------------------------------------------------------------- |
| 1960    | Золотая женщина; Там, где рождается грусть    | Ильда; Эпизод                                                                |
| 1962    | Пленница                                      | Ильда                                                                        |
| 1963    | Изменница                                     | Эпизод                                                                       |
| 1967    | Дом зверей                                    | Хулия                                                                        |
| 1972    | Улица Сезам                                   | Мама                                                                         |
| 1972-74 | Братья Корахе                                 | Эстела                                                                       |
| 1973    | В тумане                                      | Линда                                                                        |
| 1974    | Земля Понедельник... Театр; Чудесный источник | Консуэло; В двух последующих телесериалах актриса сыграла эпизодические роли |
| 1975    | Палома; Чудо жизни                            | Тереса; Мария                                                                |
| 1976    | Противоречивые миры                           | Кристина                                                                     |
| 1978    | Пылающие страсти                              | Эльвира                                                                      |
| 1980-81 | Соледад                                       | Ребека                                                                       |
| 1981    | Подаяние любви                                | Эмма                                                                         |
| 1988    | Новый рассвет                                 | Елена                                                                        |
| 1990    | Дотянуться до звезды                          | Виргина                                                                      |
| 1992    | Станцуй со мной                               | Продюсер                                                                     |

### Фильмы
| Год  | Название фильма  | Роль     |
| ---- | ---------------- | -------- |
| 1942 | Пять ночей Адана | Этелвина |
|      |                  |          |
|      |                  |          |
|      |                  |          |
|      |                  |          |
|      |                  |          |
|      |                  |          |
|      |                  |          |
|      |                  |          |
|      |                  |          |
|      |                  |          |
|      |                  |          |

### Театральные работы
| Год | Название спектакля | Роль |
| --- | ------------------ | ---- |
|     |                    |      |
|     |                    |      |
|     |                    |      |
|     |                    |      |
|     |                    |      |
|     |                    |      |
|     |                    |      |
|     |                    |      |
|     |                    |      |
|     |                    |      |
|     |                    |      |
|     |                    |      |